# Pascua Militar

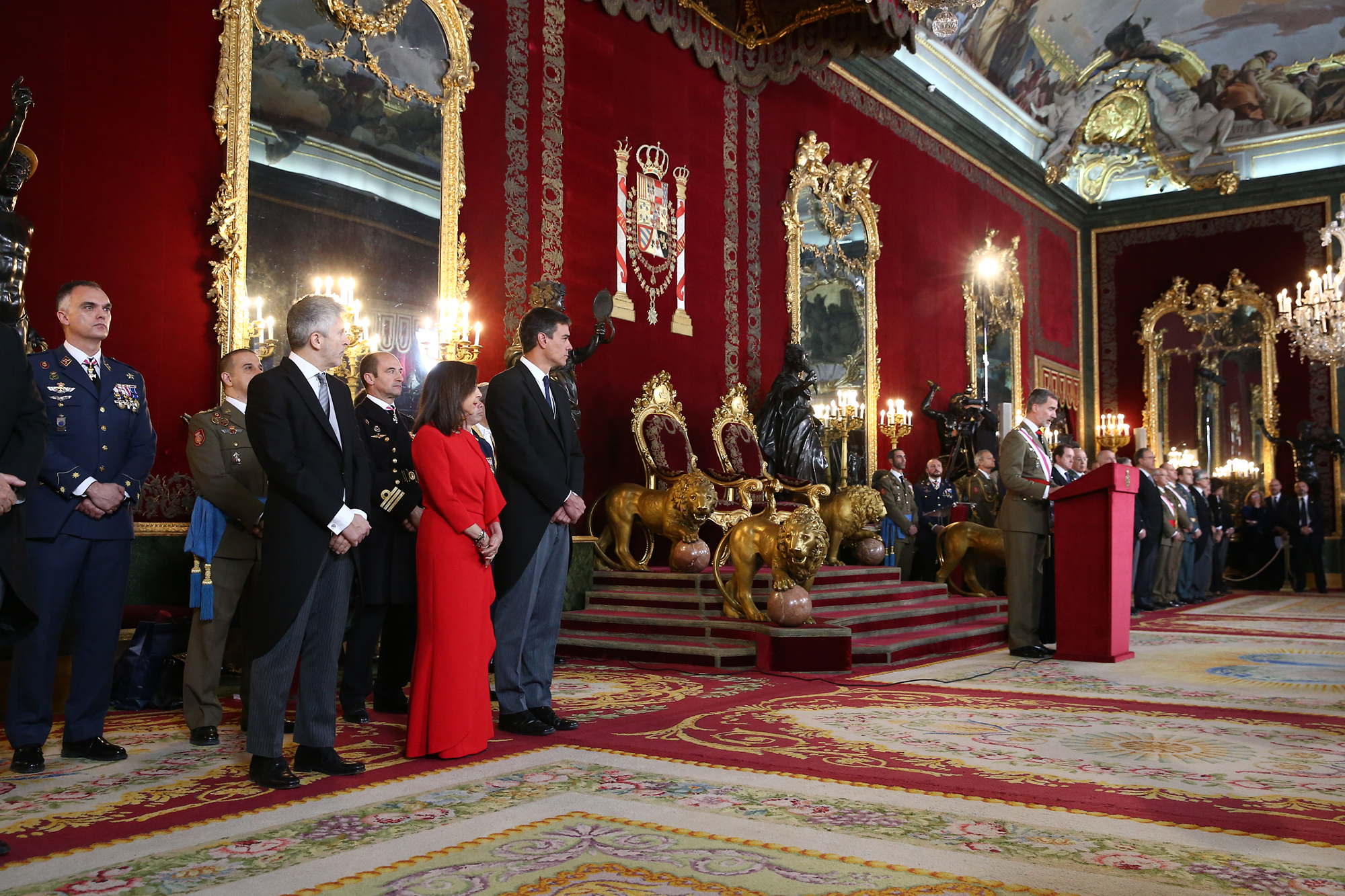
Pascua Militar de 2019

La Pascua Militar es una ceremonia castrense española que se celebra cada 6 de enero en el Salón del Trono del Palacio Real de Madrid. El Rey de España recibe al Presidente del Gobierno, a los responsables del Estado Mayor de la Defensa, de los tres Ejércitos, de las Reales y Militares Órdenes de San Fernando y San Hermenegildo, de la Guardia Civil y de la Hermandad de Veteranos.
Tanto el Rey como el Ministro de Defensa pronuncian sendos discursos ante el Gobierno y la plana mayor de los tres ejércitos (Tierra, Aire y Armada); dichos discursos suelen reflejar la situación política y geoestratégica española, y son objeto de análisis por los comentaristas políticos. También se imponen condecoraciones a militares que se han distinguido en el año anterior.

## Origen
El rey Carlos III instauró esta ceremonia con ocasión de la toma de Menorca a los británicos, realizada por una armada franco-española de 52 navíos en 1782 y fuerzas de Infantería de Marina española. La Pascua Militar ha pasado de ser un recuerdo histórico a un solemne e importante acto castrense con el que se inicia el año militar, se realiza un balance del año anterior y se marcan las líneas de acción a desarrollar en el que comienza

## Otras
La Pascual Militar es una de las celebraciones anuales más importantes de las celebradas en el Palacio de la Capitanía General de Canarias en Santa Cruz de Tenerife. Esta fiesta es celebrada sobre todo por las Fuerzas Armadas de Canarias bajo la presencia del jefe del Mando Militar de Canarias, en representación del Rey de España.

## Críticas
Julio Rodríguez critica en su libro Mi patria es la gente que no se aproveche esta ceremonia para abrir el ejército a la ciudadanía, y propone invitar a otras entidades como las  asociaciones profesionales de militares y al Observatorio de la Vida Militar.